# Едвард Мартін
Едвард Мартін (англ. Edward Martyn; 30 січня 1859 — 5 грудня 1923) — ірландський громадський діяч, драматург. Двоюрідний брат ірландського поета і драматурга Джорджа Мура.
Був одним із засновників (з Вільямом Єйтсем і Ізабеллою Грегорі) ірландського літературного театру (театральної асоціації, пов'язаної з театром «Abbey»). Був першим президентом політичної організації «Шинн Фейн», організації, в якій також був співзасновником.

## Громадянська позиція
Належав до стійких противників Британської імперії, був прихильником збройної боротьби. Вважав, що ірландці, які приєднуються до місцевої армії, заслуговують на осуд.